# Модифікування металів
Модифікува́ння мета́лів (від лат. modifico — «видозмінюю», «змінюю форму») — уведення в розплавлені метали (сплави) модифікаторів (зазвичай не більше від десятих часток процента), які, майже не змінюючи хімічного складу, впливають на структуру литих металів поліпшуючи їхні механічні та деякі інші властивості.

## Особливості процесів модифікування
Впливаючи на процес кристалізації, модифікування сприяє подрібненню первинної структури металів, зміні форми, розмірів і розподілу неметалевих включень або графіту (у чавуні). Крім того, модифікування дає змогу створювати нові антикорозійні, високоміцні і жароміцні матеріали, одержувати спеціальні сталі й чавуни.
Модифікування відрізняється від мікролегування, при якому збільшення дозування присадки приводить до звичайного легування (без явної границі між отримуваними ефектами). При модифікуванні збільшення дозування присадки є або неможливим (через малу розчинність чи леткість), або неефективним і навіть шкідливим (перемодифікування). Ефекту, подібного до модифікування, досягають (з метою економії дефіцитних модифікаторів) в умовах ультразвукового оброблення, накладення електромагнітного поля, імпульсної дії тиску та інших фізичних впливах на рідкі метали (сплави).

## Модифікована сталь
Модифікована сталь — сталь, що її піддано модифікуванню. До модифікованих належать головним чином конструкційні, інструментальні, жароміцні та неіржавні сталі. Модифіковані сталі характеризуються високою рідкоплинністю, малою усадкою, підвищеною густиною, поліпшеною макро- і мікроструктурою та механічними властивостями, вони містять малу кількість шкідливих домішок. З модифікованих сталей виготовляють важливі деталі машин і механізмів, штампові й різальні інструменти тощо.

## Модифікований чавун
Модифікований чавун — чавун, структура і властивості якого змінені спеціальною (модифікуючою) обробкою в рідкому та (або) твердому стані звичайно з використанням хімічних реагентів (модифікаторів) та рідко з використанням вібрацій, вакууму, високого тиску, електромагнітних полів та інших зовнішніх впливів.
До модифікованих належать високоміцні чавуни, ковкі чавуни (їх обробляють, щоб скоротити тривалість відпалу), деякі жаростійкі чавуни, сірі чавуни і чавуни антифрикційні. Відливками з модифікованого чавуну. іноді замінюють сталеві відливки і поковки. При одержанні модифікованого чавуну, поряд з модифікуванням, застосовують легування, додають в шихту сталевий брухт тощо. З модифікованих чавунів виготовляють вироби підвищеної міцності, а також вироби, що зазнають значних навантажень: колінчасті вали, деталі турбін тощо.

## Модифікатори
Модифікатори (кристалізації) — речовини, що їх вводять при модифікуванні у розплавлені метали (сплави). Розрізняють модифікатори, що створюють в металі (сплаві) додаткові центри кристалізації (інокулятори), впливаючи на її перебіг, і модифікатори, які запобігають росту зерна (інгібітори).
Модифікаторами чавунів та сталей служать магній, літій, кремній, рідкісноземельні елементи та їхні сплави, феробор, фероцерій, ферованадій та деякі хімічні сполуки (наприклад, оксид церію, нітрид ванадію). Модифікатори, що їх додають у чавуни, поділяють на графітизуючі (наприклад, силікокальцій, лігатура кремній-марганець-цирконій), що сприяють графітизації, стабілізуючі (лігатури хром-марганець-кремній, ферохром-кремній тощо), які протидіють їй, і комплексні.
Для магнієвих сплавів і сплавів міді використовують цирконій, титан, ванадій, бор, спільну добавку титану і бору, для алюмінієвих сплавів — титан, бор, ніобій, рідкісноземельні елементи і цирконій.
Модифікатори вводять у ківш або в струмінь металу, що його випускають з печі, а також безпосередньо в ливарну форму.